# Santo Isidoro (Mafra)
Santo Isidoro é uma povoação portuguesa sede da Freguesia de Santo Isidoro do Município de Mafra, freguesia com 24,83 km² de área e 4396 habitantes (censo de 2021), tendo, por isso, uma densidade populacional de 177 hab./km².

## Demografia
A população registada nos censos foi:
| Distribuição da População por Grupos Etários | Distribuição da População por Grupos Etários | Distribuição da População por Grupos Etários | Distribuição da População por Grupos Etários | Distribuição da População por Grupos Etários |
| -------------------------------------------- | -------------------------------------------- | -------------------------------------------- | -------------------------------------------- | -------------------------------------------- |
| Ano                                          | 0-14 Anos                                    | 15-24 Anos                                   | 25-64 Anos                                   | > 65 Anos                                    |
| 2001                                         | 496                                          | 405                                          | 1618                                         | 473                                          |
| 2011                                         | 658                                          | 373                                          | 2151                                         | 632                                          |
| 2021                                         | 673                                          | 457                                          | 2375                                         | 891                                          |

## Património
- Igreja de Santo Isidoro de Mafra

## Localidades
Localidades da Freguesia de Santo Isidoro: 
- Ribamar
- Santo Isidoro
- Picanceira
- Monte Bom
- Monte Godel
- Pucariça
- Lagoa
- Pedra Amassada
- Safarujo
- Penegache
- Junqueiros
- Braquial
- Casais de Monte Bom
- Palhais
- Marvão

## Equipamentos
- Sede dos Escuteiros de Santo Isidoro

## Festas
- Festa dos Merendeiros - Festa Anual
- Festas Populares do Grupo Desportivo, Recreativo e Cultural "Os Unidos de Santo Isidoro" - Festa Anual